# Sapromyza mauli
Sapromyza mauli är en tvåvingeart som beskrevs av Baez 2001. Sapromyza mauli ingår i släktet Sapromyza och familjen lövflugor. Inga underarter finns listade i Catalogue of Life.